# Faza grupelor Ligii Campionilor 2013-2014
Faza grupelor Ligii Campionilor 2013-2014 s-a desfășurat între 17 septembrie și 11 decembrie 2013.

## Echipe
Mai jos sunt 32 de echipe calificate pentru faza grupelor (și coeficienții lor UEFA din 2013), grouped by their seeding pot. They included 22 teams which entered in this stage, and the 10 winners of the play-off round (5 in Champions Route, 5 in League Route).
| Legendă                                                  |
| -------------------------------------------------------- |
| Group winners and runners-up advanced to the round of 16 |
| Third-placed teams entered the Europa League round of 32 |

| Echipa             | Coeff   |
| ------------------ | ------- |
| Bayern München[TH] | 146.922 |
| Barcelona          | 157.605 |
| Chelsea            | 137.592 |
| Real Madrid        | 136.605 |
| Manchester United  | 130.592 |
| Arsenal[LR]        | 113.592 |
| Porto              | 104.833 |
| Benfica            | 102.833 |

| Echipa              | Coeff  |
| ------------------- | ------ |
| Atlético Madrid     | 99.605 |
| Shakhtar Donetsk    | 94.951 |
| Milan[LR]           | 93.829 |
| Schalke 04[LR]      | 84.922 |
| Marseille           | 78.800 |
| CSKA Moscova        | 77.766 |
| Paris Saint-Germain | 71.800 |
| Juventus            | 70.829 |

| Echipa                     | Coeff  |
| -------------------------- | ------ |
| Zenit Saint Petersburg[LR] | 70.766 |
| Manchester City            | 70.592 |
| Ajax                       | 64.945 |
| Borussia Dortmund          | 61.922 |
| Basel[CR]                  | 59.785 |
| Olympiacos                 | 57.800 |
| Galatasaray                | 54.400 |
| Bayer Leverkusen           | 53.922 |

| Echipa               | Coeff  |
| -------------------- | ------ |
| Copenhaga            | 47.140 |
| Napoli               | 46.829 |
| Anderlecht           | 44.880 |
| Celtic[CR]           | 37.538 |
| Steaua București[CR] | 35.604 |
| Viktoria Plzeň[CR]   | 28.745 |
| Real Sociedad[LR]    | 17.605 |
| Austria Viena[CR]    | 16.575 |

Note
1. TH Title holders (automatically placed at the top position of seeding list)
2. CR Qualified through play-off round (Champions Route)
3. LR Qualified through play-off round (League Route)

## Groups
The matchdays were 17–18 September, 1–2 October, 22–23 October, 5–6 November, 26–27 November, and 10–11 December 2013. The match kickoff times were 20:45 CEST/CET, except for matches in Rusia which were 18:00 CEST/CET. Times up to 26 October 2013 (matchdays 1–3) were CEST (UTC+2), thereafter (matchdays 4–6) times were CET (UTC+1).
| Key to colours in group tables                           |
| -------------------------------------------------------- |
| Group winners and runners-up advanced to the round of 16 |
| Third-placed teams entered the Europa League round of 32 |

### Group A
| Echipa            | MJ | V | E | Î | GM | GP | G  | Pct |
| ----------------- | -- | - | - | - | -- | -- | -- | --- |
| Manchester United | 6  | 4 | 2 | 0 | 12 | 3  | +9 | 14  |
| Bayer Leverkusen  | 6  | 3 | 1 | 2 | 9  | 10 | −1 | 10  |
| Shakhtar Donetsk  | 6  | 2 | 2 | 2 | 7  | 6  | +1 | 8   |
| Real Sociedad     | 6  | 0 | 1 | 5 | 1  | 10 | −9 | 1   |

| Manchester United                           | 4–2    | Bayer Leverkusen      |
| ------------------------------------------- | ------ | --------------------- |
| Rooney 22', 70' Van Persie 59' Valencia 79' | Report | Rolfes 54' Toprak 88' |

| Real Sociedad | 0–2    | Shakhtar Donetsk  |
| ------------- | ------ | ----------------- |
|               | Report | Teixeira 65', 87' |

| Shakhtar Donetsk | 1–1    | Manchester United |
| ---------------- | ------ | ----------------- |
| Taison 76'       | Report | Welbeck 18'       |

| Bayer Leverkusen           | 2–1    | Real Sociedad |
| -------------------------- | ------ | ------------- |
| Rolfes 45+1' Hegeler 90+2' | Report | Vela 51'      |

| Bayer Leverkusen                            | 4–0    | Shakhtar Donetsk |
| ------------------------------------------- | ------ | ---------------- |
| Kießling 22', 72' Rolfes 50' (pen.) Sam 57' | Report |                  |

| Manchester United     | 1–0    | Real Sociedad |
| --------------------- | ------ | ------------- |
| I. Martínez 2' (o.g.) | Report |               |

| Shakhtar Donetsk | 0–0    | Bayer Leverkusen |
| ---------------- | ------ | ---------------- |
|                  | Report |                  |

| Real Sociedad | 0–0    | Manchester United |
| ------------- | ------ | ----------------- |
|               | Report |                   |

| Bayer Leverkusen | 0–5    | Manchester United                                              |
| ---------------- | ------ | -------------------------------------------------------------- |
|                  | Report | Valencia 22' Spahić 30' (o.g.) Evans 66' Smalling 77' Nani 88' |

| Shakhtar Donetsk                          | 4–0    | Real Sociedad |
| ----------------------------------------- | ------ | ------------- |
| Adriano 37' Teixeira 48' Douglas 68', 87' | Report |               |

| Manchester United | 1–0    | Shakhtar Donetsk |
| ----------------- | ------ | ---------------- |
| Jones 67'         | Report |                  |

| Real Sociedad | 0–1    | Bayer Leverkusen |
| ------------- | ------ | ---------------- |
|               | Report | Toprak 49'       |

### Group B
| Echipa      | MJ | V | E | Î | GM | GP | G   | Pct |
| ----------- | -- | - | - | - | -- | -- | --- | --- |
| Real Madrid | 6  | 5 | 1 | 0 | 20 | 5  | +15 | 16  |
| Galatasaray | 6  | 2 | 1 | 3 | 8  | 14 | −6  | 7   |
| Juventus    | 6  | 1 | 3 | 2 | 9  | 9  | 0   | 6   |
| Copenhaga   | 6  | 1 | 1 | 4 | 4  | 13 | −9  | 4   |

| Galatasaray | 1–6    | Real Madrid                                       |
| ----------- | ------ | ------------------------------------------------- |
| Bulut 84'   | Report | Isco 33' Benzema 54', 81' Ronaldo 63', 66', 90+1' |

| Copenhaga     | 1–1    | Juventus         |
| ------------- | ------ | ---------------- |
| Jørgensen 14' | Report | Quagliarella 54' |

| Juventus                          | 2–2    | Galatasaray          |
| --------------------------------- | ------ | -------------------- |
| Vidal 78' (pen.) Quagliarella 87' | Report | Drogba 36' Bulut 88' |

| Real Madrid                          | 4–0    | Copenhaga |
| ------------------------------------ | ------ | --------- |
| Ronaldo 21', 65' Di María 71', 90+1' | Report |           |

| Real Madrid            | 2–1    | Juventus     |
| ---------------------- | ------ | ------------ |
| Ronaldo 4', 29' (pen.) | Report | Llorente 22' |

| Galatasaray                        | 3–1    | Copenhaga     |
| ---------------------------------- | ------ | ------------- |
| Melo 10' Sneijder 38' Drogba 45+1' | Report | Claudemir 88' |

| Juventus                      | 2–2    | Real Madrid          |
| ----------------------------- | ------ | -------------------- |
| Vidal 42' (pen.) Llorente 65' | Report | Ronaldo 52' Bale 60' |

| Copenhaga  | 1–0    | Galatasaray |
| ---------- | ------ | ----------- |
| Braaten 6' | Report |             |

| Real Madrid                                | 4–1    | Galatasaray |
| ------------------------------------------ | ------ | ----------- |
| Bale 37' Arbeloa 51' Di María 63' Isco 81' | Report | Bulut 38'   |

| Juventus                          | 3–1    | Copenhaga    |
| --------------------------------- | ------ | ------------ |
| Vidal 29' (pen.), 61' (pen.), 63' | Report | Mellberg 56' |

| Galatasaray  | 1–0    | Juventus |
| ------------ | ------ | -------- |
| Sneijder 85' | Report |          |

The match was abandoned after 31 minutes due to snow, and was resumed on 11 December 2013, 14:00, from the point of abandonment.
| Copenhaga | 0–2    | Real Madrid            |
| --------- | ------ | ---------------------- |
|           | Report | Modrić 25' Ronaldo 48' |

### Group C
| Echipa              | MJ | V | E | Î | GM | GP | G   | Pct |
| ------------------- | -- | - | - | - | -- | -- | --- | --- |
| Paris Saint-Germain | 6  | 4 | 1 | 1 | 16 | 5  | +11 | 13  |
| Olympiacos          | 6  | 3 | 1 | 2 | 10 | 8  | +2  | 10  |
| Benfica             | 6  | 3 | 1 | 2 | 8  | 8  | 0   | 10  |
| Anderlecht          | 6  | 0 | 1 | 5 | 4  | 17 | −13 | 1   |

Tiebreakers
- Olympiacos are ranked ahead of Benfica on head-to-head points.

| Echipa     | MJ | V | E | Î | GM | GP | G  | Pct |
| ---------- | -- | - | - | - | -- | -- | -- | --- |
| Olympiacos | 2  | 1 | 1 | 0 | 2  | 1  | +1 | 4   |
| Benfica    | 2  | 0 | 1 | 1 | 1  | 2  | −1 | 1   |

| Benfica               | 2–0    | Anderlecht |
| --------------------- | ------ | ---------- |
| Đuričić 4' Luisão 30' | Report |            |

| Olympiacos | 1–4    | Paris Saint-Germain                      |
| ---------- | ------ | ---------------------------------------- |
| Weiss 25'  | Report | Cavani 19' Motta 68', 73' Marquinhos 86' |

| Paris Saint-Germain                | 3–0    | Benfica |
| ---------------------------------- | ------ | ------- |
| Ibrahimović 5', 30' Marquinhos 25' | Report |         |

| Anderlecht | 0–3    | Olympiacos              |
| ---------- | ------ | ----------------------- |
|            | Report | Mitroglou 17', 56', 72' |

| Anderlecht | 0–5    | Paris Saint-Germain                       |
| ---------- | ------ | ----------------------------------------- |
|            | Report | Ibrahimović 17', 22', 36', 62' Cavani 52' |

| Benfica     | 1–1    | Olympiacos    |
| ----------- | ------ | ------------- |
| Cardozo 83' | Report | Domínguez 29' |

| Paris Saint-Germain | 1–1    | Anderlecht   |
| ------------------- | ------ | ------------ |
| Ibrahimović 70'     | Report | De Zeeuw 68' |

| Olympiacos  | 1–0    | Benfica |
| ----------- | ------ | ------- |
| Manolas 13' | Report |         |

| Anderlecht           | 2–3    | Benfica                                 |
| -------------------- | ------ | --------------------------------------- |
| Mbemba 18' Bruno 77' | Report | Matić 34' Mbemba 52' (o.g.) Rodrigo 90' |

| Paris Saint-Germain       | 2–1    | Olympiacos  |
| ------------------------- | ------ | ----------- |
| Ibrahimović 7' Cavani 90' | Report | Manolas 80' |

| Benfica                    | 2–1    | Paris Saint-Germain |
| -------------------------- | ------ | ------------------- |
| Lima 45' (pen.) Gaitán 58' | Report | Cavani 37'          |

| Olympiacos                              | 3–1    | Anderlecht   |
| --------------------------------------- | ------ | ------------ |
| Saviola 33', 58' Domínguez 90+5' (pen.) | Report | Kljestan 39' |

### Group D
| Echipa          | MJ | V | E | Î | GM | GP | G   | Pct |
| --------------- | -- | - | - | - | -- | -- | --- | --- |
| Bayern München  | 6  | 5 | 0 | 1 | 17 | 5  | +12 | 15  |
| Manchester City | 6  | 5 | 0 | 1 | 18 | 10 | +8  | 15  |
| Viktoria Plzeň  | 6  | 1 | 0 | 5 | 6  | 17 | −11 | 3   |
| CSKA Moscow     | 6  | 1 | 0 | 5 | 8  | 17 | −9  | 3   |

Tiebreakers
- Bayern München are ranked ahead of Manchester City on head-to-head goal difference.

| Echipa          | MJ | V | E | Î | GM | GP | G  | Pct |
| --------------- | -- | - | - | - | -- | -- | -- | --- |
| Bayern München  | 2  | 1 | 0 | 1 | 5  | 4  | +1 | 3   |
| Manchester City | 2  | 1 | 0 | 1 | 4  | 5  | −1 | 3   |

- Viktoria Plzeň are ranked ahead of CSKA Moscow on head-to-head away goals.

| Echipa         | MJ | V | E | Î | GM | GP | G | GD | Pct |
| -------------- | -- | - | - | - | -- | -- | - | -- | --- |
| Viktoria Plzeň | 2  | 1 | 0 | 1 | 4  | 4  | 0 | 2  | 3   |
| CSKA Moscow    | 2  | 1 | 0 | 1 | 4  | 4  | 0 | 1  | 3   |

| Bayern München                    | 3–0    | CSKA Moscova |
| --------------------------------- | ------ | ------------ |
| Alaba 4' Mandžukić 41' Robben 68' | Report |              |

| Viktoria Plzeň | 0–3    | Manchester City                |
| -------------- | ------ | ------------------------------ |
|                | Report | Džeko 48' Touré 53' Agüero 58' |

| CSKA Moscow                           | 3–2    | Viktoria Plzeň          |
| ------------------------------------- | ------ | ----------------------- |
| Tošić 19' Honda 29' Řezník 78' (o.g.) | Report | Rajtoral 4' Bakoš 90+1' |

| Manchester City | 1–3    | Bayern München                  |
| --------------- | ------ | ------------------------------- |
| Negredo 79'     | Report | Ribéry 7' Müller 56' Robben 59' |

| CSKA Moscova | 1–2    | Manchester City |
| ------------ | ------ | --------------- |
| Tošić 32'    | Report | Agüero 34', 42' |

| Bayern München                                                  | 5–0    | Viktoria Plzeň |
| --------------------------------------------------------------- | ------ | -------------- |
| Ribéry 25' (pen.), 61' Alaba 37' Schweinsteiger 64' Götze 90+1' | Report |                |

| Manchester City                               | 5–2    | CSKA Moscow               |
| --------------------------------------------- | ------ | ------------------------- |
| Agüero 3' (pen.), 20' Negredo 30', 51', 90+2' | Report | Doumbia 45+1', 71' (pen.) |

| Viktoria Plzeň | 0–1    | Bayern München |
| -------------- | ------ | -------------- |
|                | Report | Mandžukić 65'  |

| CSKA Moscow      | 1–3    | Bayern München                         |
| ---------------- | ------ | -------------------------------------- |
| Honda 62' (pen.) | Report | Robben 17' Götze 56' Müller 65' (pen.) |

| Manchester City                                   | 4–2    | Viktoria Plzeň      |
| ------------------------------------------------- | ------ | ------------------- |
| Agüero 33' (pen.) Nasri 65' Negredo 78' Džeko 89' | Report | Hořava 43' Tecl 69' |

| Bayern München      | 2–3    | Manchester City                         |
| ------------------- | ------ | --------------------------------------- |
| Müller 5' Götze 12' | Report | Silva 28' Kolarov 59' (pen.) Milner 62' |

| Viktoria Plzeň       | 2–1    | CSKA Moscow |
| -------------------- | ------ | ----------- |
| Kolář 76' Wágner 90' | Report | Musa 65'    |

Notes
1. ^ The CSKA Moscow v Viktoria Plzeň match was moved to Petrovsky Stadium, Saint Petersburg due to the poor quality of the pitch at Arena Khimki, Khimki.[16]

### Group E
| Echipa           | MJ | V | E | Î | GM | GP | G  | Pct |
| ---------------- | -- | - | - | - | -- | -- | -- | --- |
| Chelsea          | 6  | 4 | 0 | 2 | 12 | 3  | +9 | 12  |
| Schalke 04       | 6  | 3 | 1 | 2 | 6  | 6  | 0  | 10  |
| Basel            | 6  | 2 | 2 | 2 | 5  | 6  | −1 | 8   |
| Steaua București | 6  | 0 | 3 | 3 | 2  | 10 | −8 | 3   |

| Schalke 04                         | 3–0    | Steaua București |
| ---------------------------------- | ------ | ---------------- |
| Uchida 67' Boateng 78' Draxler 85' | Report |                  |

| Chelsea   | 1–2    | Basel                  |
| --------- | ------ | ---------------------- |
| Oscar 45' | Report | Salah 71' Streller 81' |

| Basel | 0–1    | Schalke 04  |
| ----- | ------ | ----------- |
|       | Report | Draxler 54' |

| Steaua București | 0–4    | Chelsea                                             |
| ---------------- | ------ | --------------------------------------------------- |
|                  | Report | Ramires 20', 55' Georgievski 44' (o.g.) Lampard 90' |

| Steaua București | 1–1    | Basel    |
| ---------------- | ------ | -------- |
| Tatu 88'         | Report | Díaz 48' |

| Schalke 04 | 0–3    | Chelsea                   |
| ---------- | ------ | ------------------------- |
|            | Report | Torres 5', 69' Hazard 87' |

| Basel     | 1–1    | Steaua București |
| --------- | ------ | ---------------- |
| Sio 90+1' | Report | Piovaccari 17'   |

| Chelsea               | 3–0    | Schalke 04 |
| --------------------- | ------ | ---------- |
| Eto'o 31', 54' Ba 83' | Report |            |

| Steaua București | 0–0    | Schalke 04 |
| ---------------- | ------ | ---------- |
|                  | Report |            |

| Basel     | 1–0    | Chelsea |
| --------- | ------ | ------- |
| Salah 87' | Report |         |

| Schalke 04            | 2–0    | Basel |
| --------------------- | ------ | ----- |
| Draxler 51' Matip 57' | Report |       |

| Chelsea | 1–0    | Steaua București |
| ------- | ------ | ---------------- |
| Ba 10'  | Report |                  |

### Group F
| Echipa            | MJ | V | E | Î | GM | GP | G  | Pct |
| ----------------- | -- | - | - | - | -- | -- | -- | --- |
| Borussia Dortmund | 6  | 4 | 0 | 2 | 11 | 6  | +5 | 12  |
| Arsenal           | 6  | 4 | 0 | 2 | 8  | 5  | +3 | 12  |
| Napoli            | 6  | 4 | 0 | 2 | 10 | 9  | +1 | 12  |
| Marseille         | 6  | 0 | 0 | 6 | 5  | 14 | −9 | 0   |

Tiebreakers
- Borussia Dortmund, Arsenal, and Napoli are ranked on head-to-head record.

| Echipa            | MJ | V | E | Î | GM | GP | G  | Pct |
| ----------------- | -- | - | - | - | -- | -- | -- | --- |
| Borussia Dortmund | 4  | 2 | 0 | 2 | 6  | 5  | +1 | 6   |
| Arsenal           | 4  | 2 | 0 | 2 | 4  | 4  | 0  | 6   |
| Napoli            | 4  | 2 | 0 | 2 | 5  | 6  | −1 | 6   |

| Marseille            | 1–2    | Arsenal                |
| -------------------- | ------ | ---------------------- |
| J. Ayew 90+3' (pen.) | Report | Walcott 65' Ramsey 83' |

| Napoli                  | 2–1    | Borussia Dortmund |
| ----------------------- | ------ | ----------------- |
| Higuaín 29' Insigne 67' | Report | Zúñiga 87' (o.g.) |

| Borussia Dortmund                    | 3–0    | Marseille |
| ------------------------------------ | ------ | --------- |
| Lewandowski 19', 79' (pen.) Reus 52' | Report |           |

| Arsenal            | 2–0    | Napoli |
| ------------------ | ------ | ------ |
| Özil 8' Giroud 15' | Report |        |

| Arsenal    | 1–2    | Borussia Dortmund              |
| ---------- | ------ | ------------------------------ |
| Giroud 41' | Report | Mkhitaryan 16' Lewandowski 82' |

| Marseille   | 1–2    | Napoli                  |
| ----------- | ------ | ----------------------- |
| A. Ayew 86' | Report | Callejón 42' Zapata 67' |

| Borussia Dortmund | 0–1    | Arsenal    |
| ----------------- | ------ | ---------- |
|                   | Report | Ramsey 62' |

| Napoli                     | 3–2    | Marseille               |
| -------------------------- | ------ | ----------------------- |
| Inler 22' Higuaín 24', 75' | Report | A. Ayew 10' Thauvin 64' |

| Arsenal          | 2–0    | Marseille |
| ---------------- | ------ | --------- |
| Wilshere 1', 65' | Report |           |

| Borussia Dortmund                                 | 3–1    | Napoli      |
| ------------------------------------------------- | ------ | ----------- |
| Reus 10' (pen.) Błaszczykowski 60' Aubameyang 78' | Report | Insigne 71' |

| Marseille   | 1–2    | Borussia Dortmund             |
| ----------- | ------ | ----------------------------- |
| Diawara 14' | Report | Lewandowski 4' Großkreutz 87' |

| Napoli                     | 2–0    | Arsenal |
| -------------------------- | ------ | ------- |
| Higuaín 73' Callejón 90+3' | Report |         |

### Group G
| Echipa                 | MJ | V | E | Î | GM | GP | G   | Pct |
| ---------------------- | -- | - | - | - | -- | -- | --- | --- |
| Atlético Madrid        | 6  | 5 | 1 | 0 | 15 | 3  | +12 | 16  |
| Zenit Saint Petersburg | 6  | 1 | 3 | 2 | 5  | 9  | −4  | 6   |
| Porto                  | 6  | 1 | 2 | 3 | 4  | 7  | −3  | 5   |
| Austria Viena          | 6  | 1 | 2 | 3 | 5  | 10 | −5  | 5   |

Tiebreakers
- Porto are ranked ahead of Austria Wien on head-to-head points.

| Echipa        | MJ | V | E | Î | GM | GP | G  | Pct |
| ------------- | -- | - | - | - | -- | -- | -- | --- |
| Porto         | 2  | 1 | 1 | 0 | 2  | 1  | +1 | 4   |
| Austria Viena | 2  | 0 | 1 | 1 | 1  | 2  | −1 | 1   |

| Austria Viena | 0–1    | Porto     |
| ------------- | ------ | --------- |
|               | Report | Lucho 55' |

| Atlético Madrid               | 3–1    | Zenit Saint Petersburg |
| ----------------------------- | ------ | ---------------------- |
| Miranda 40' Turan 64' Léo 80' | Report | Hulk 58'               |

| Zenit Saint Petersburg | 0–0    | Austria Viena |
| ---------------------- | ------ | ------------- |
|                        | Report |               |

| Porto        | 1–2    | Atlético Madrid     |
| ------------ | ------ | ------------------- |
| Martínez 16' | Report | Godín 58' Turan 86' |

| Porto | 0–1    | Zenit Saint Petersburg |
| ----- | ------ | ---------------------- |
|       | Report | Kerzhakov 86'          |

| Austria Viena | 0–3    | Atlético Madrid          |
| ------------- | ------ | ------------------------ |
|               | Report | García 8' Costa 20', 53' |

| Zenit Saint Petersburg | 1–1    | Porto     |
| ---------------------- | ------ | --------- |
| Hulk 28'               | Report | Lucho 23' |

| Atlético Madrid                             | 4–0    | Austria Viena |
| ------------------------------------------- | ------ | ------------- |
| Miranda 11' García 25' Filipe 45' Costa 82' | Report |               |

| Zenit Saint Petersburg  | 1–1    | Atlético Madrid |
| ----------------------- | ------ | --------------- |
| Alderweireld 74' (o.g.) | Report | Adrián 53'      |

| Porto        | 1–1    | Austria Viena |
| ------------ | ------ | ------------- |
| Martínez 48' | Report | Kienast 11'   |

| Austria Viena                          | 4–1    | Zenit Saint Petersburg |
| -------------------------------------- | ------ | ---------------------- |
| Hosiner 44', 51' Jun 48' Kienast 90+3' | Report | Kerzhakov 35'          |

| Atlético Madrid      | 2–0    | Porto |
| -------------------- | ------ | ----- |
| García 14' Costa 37' | Report |       |

Notes
1. ^ a b c Austria Viena played their home matches at Ernst-Happel-Stadion, Viena instead of their regular stadium, Franz Horr Stadium, Viena.

### Group H
| Echipa    | MJ | V | E | Î | GM | GP | G   | Pct |
| --------- | -- | - | - | - | -- | -- | --- | --- |
| Barcelona | 6  | 4 | 1 | 1 | 16 | 5  | +11 | 13  |
| Milan     | 6  | 2 | 3 | 1 | 8  | 5  | +3  | 9   |
| Ajax      | 6  | 2 | 2 | 2 | 5  | 8  | −3  | 8   |
| Celtic    | 6  | 1 | 0 | 5 | 3  | 14 | −11 | 3   |

| Milan                            | 2–0    | Celtic |
| -------------------------------- | ------ | ------ |
| Izaguirre 82' (o.g.) Muntari 86' | Report |        |

| Barcelona                     | 4–0    | Ajax |
| ----------------------------- | ------ | ---- |
| Messi 22', 55', 75' Piqué 69' | Report |      |

| Ajax        | 1–1    | Milan                  |
| ----------- | ------ | ---------------------- |
| Denswil 90' | Report | Balotelli 90+4' (pen.) |

| Celtic | 0–1    | Barcelona    |
| ------ | ------ | ------------ |
|        | Report | Fàbregas 76' |

| Celtic                       | 2–1    | Ajax         |
| ---------------------------- | ------ | ------------ |
| Forrest 43' (pen.) Kayal 53' | Report | Schöne 90+4' |

| Milan      | 1–1    | Barcelona |
| ---------- | ------ | --------- |
| Robinho 9' | Report | Messi 23' |

| Ajax       | 1–0    | Celtic |
| ---------- | ------ | ------ |
| Schöne 51' | Report |        |

| Barcelona                          | 3–1    | Milan            |
| ---------------------------------- | ------ | ---------------- |
| Messi 30' (pen.), 83' Busquets 40' | Report | Piqué 45' (o.g.) |

| Celtic | 0–3    | Milan                             |
| ------ | ------ | --------------------------------- |
|        | Report | Kaká 13' Zapata 49' Balotelli 60' |

| Ajax                  | 2–1    | Barcelona       |
| --------------------- | ------ | --------------- |
| Serero 19' Hoesen 42' | Report | Xavi 49' (pen.) |

| Milan | 0–0    | Ajax |
| ----- | ------ | ---- |
|       | Report |      |

| Barcelona                                         | 6–1    | Celtic      |
| ------------------------------------------------- | ------ | ----------- |
| Piqué 7' Pedro 40' Neymar 44', 48', 58' Tello 72' | Report | Samaras 88' |